# Sierra Sasiburu
La sierra Sasiburu (en euskera: Sasiburuko mendilerroa) es una de las pequeñas cadenas montañosas del Gran Bilbao (comarca de Vizcaya) en el País Vasco, España, y es parte de los montes vascos. Está situada en las localidades de Baracaldo, Alonsótegui y Güeñes entre las sierras más conocidas del Ganekogorta con el valle de Cadagua separando ambos (en el sur) y los montes de Triano (Grumeran), con el valle de El Regato (Mendierreka, Mezpelerreka o Errekatxo) separando ambos (en el norte).
A pesar de ello y debido a su escasa longitud diversas fuentes lo sitúan ya dentro de los montes de Triano dividiendo dicho conjunto montañoso en los montes de Triano propiamente dichos (zona de La Arboleda) y esta sierra, considerándola como un mero subconjunto montañoso de los montes de Triano. Aunque su única conexión se sitúa en Galdames en la zona cercana al monte Eretza y lejos de los otros principales montes de la sierra: Arroletza, Sasiburu, Peñas Blancas (Haitz Zuriak) y Apuco (Apuko/Ganeroitz).

Frecuentemente es también llamada Santa Águeda, debido al pequeño barrio baracaldés del mismo nombre. De hecho, el túnel de la autopista Supersur que cruza la sierra se llama Santa Águeda ya que para colocar geográficamente esta sierra, sobre todo desde Baracaldo, se suele mencionar dicho barrio.

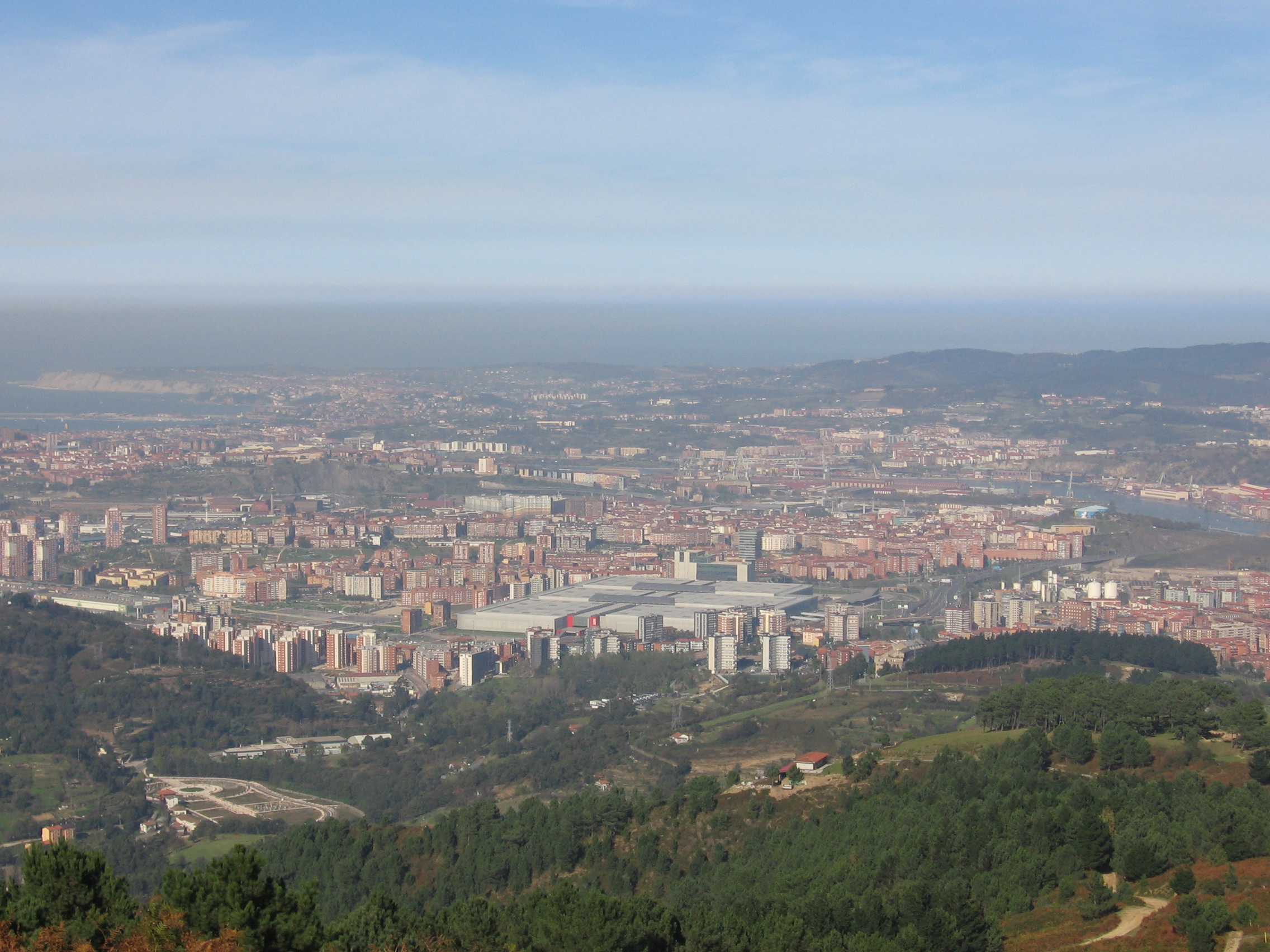
Vistas de Baracaldo, Guecho, Lejona y Erandio desde el Arroletza (Sasiburu).

## Montes
- Eretza (887 m s. n. m.)[3]
- Mendiola (750 m s. n. m.)[4]
- Ganeroitz (561 m s. n. m.)[5]
- Apuko (469 m s. n. m.)[6]
- Tellitu (462 m s. n. m.)[7]
- Sasiburu (459 m s. n. m.)[8]
- Arrolatza (454 m s. n. m.)[1]
- El Humilladero (391 m s. n. m.)[9]

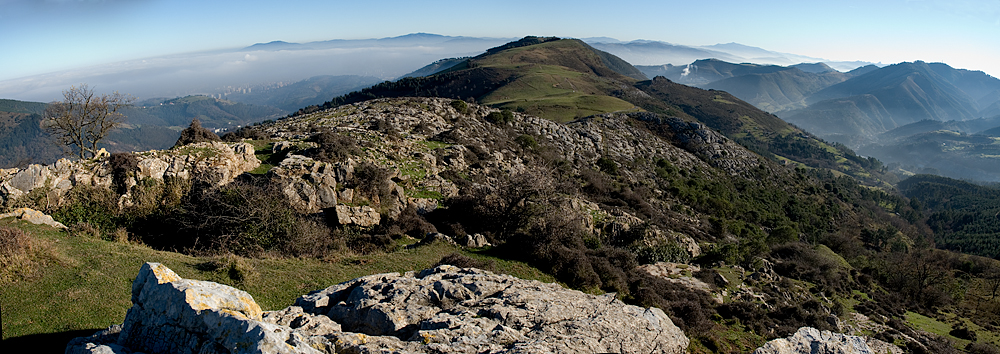
Sasiburu desde Peñas Blancas con su karst.

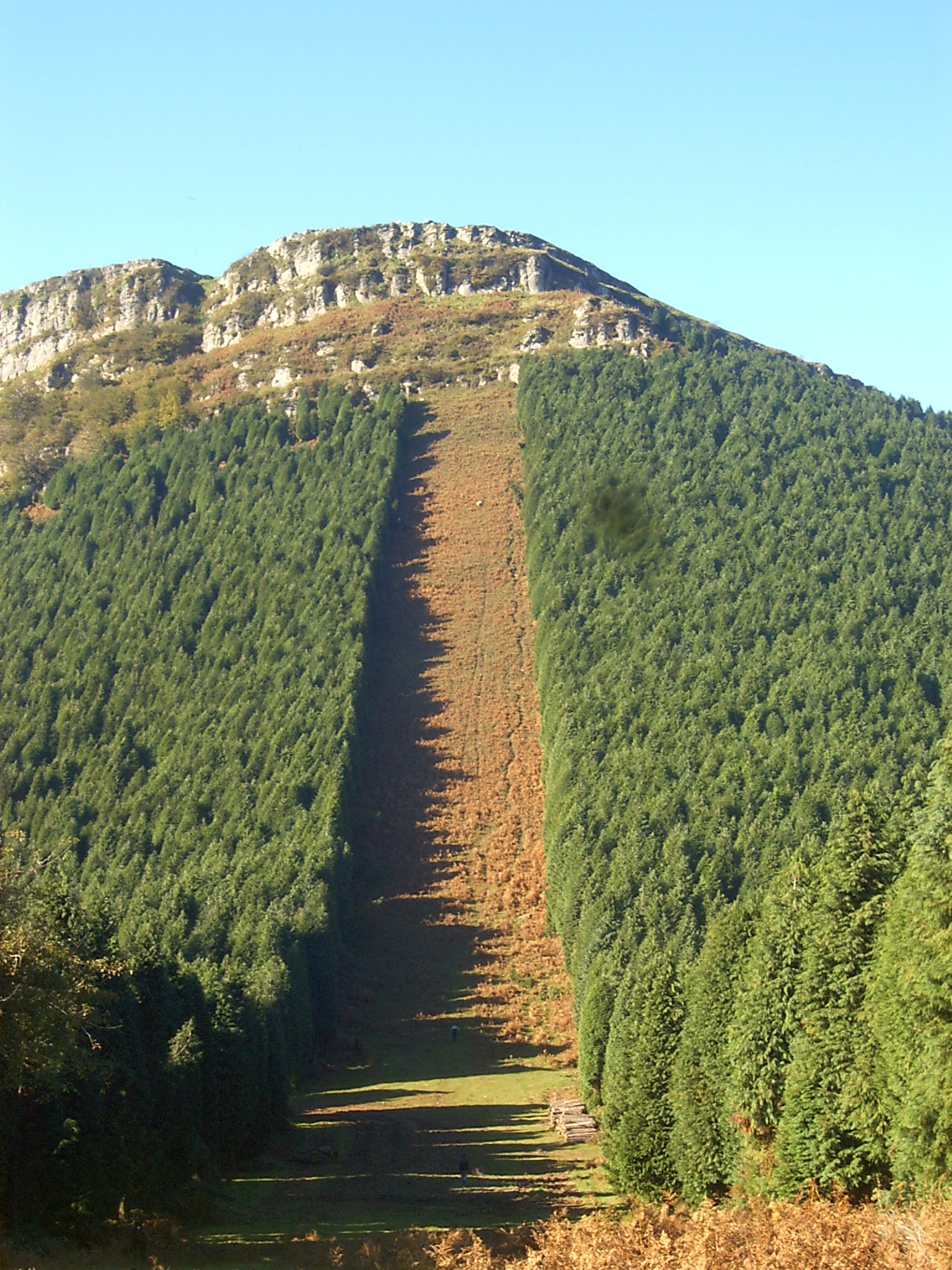
Eretza, con su característico cortafuegos.

- Txikillozelai / Akatza (377 m s. n. m.)[10]
- Ezpelarri (370 m s. n. m.)[11]

Desde el noreste y una vez llegado al collado la Llana (o desde el sureste sin cruzar el mencionado collado) el Arroletza, Tellitu y Sasiburu están comunicados por el mismo sendero, en la frontera entre Baracaldo y Alonsótegui, que termina en el collado Salgueta donde continua la pista inferior principal que da acceso a las otras cumbres (con pequeños desvíos para acceder a ellas) como lo son en el Humilladero, Peñas Blancas y Apuco pudiéndose recorrer todas ellas en menos de 2 horas. El Ezpelarri y Akatza se encuentran accediendo a la sierra desde Alonsótegui (sur), mientras que las cimas más altas del Mendiola y Eretza se encuentran más aisladas respecto al resto, al oeste, incluyéndose muchas veces ya dentro de los montes de Triano.
A menudo se suelen omitir algunos montes ya que estos sirven como acceso a las otras cotas más altas o a otras zonas principales de la sierra. Tal es el caso del Tellitu (entre Arroletza y Sasiburu), Ezpelarri (entre Alonsótegui y el collado Salgueta), El Humilladero (entre el collado Salgueta y Peñas Blancas), Akatza (entre Alonsótegui y Apuco) y Mendiola (acceso al Eretza).

### Arroletza, Tellitu y Sasiburu
Estas cumbres se encuentran en un estrecho sendero superior donde se puede ver todo Alonsótegui y parte del valle del Cadagua. Marcan el límite entre Alonsótegui y Baracaldo estando los puntos más altos justo en ese límite perteneciendo las cimas a ambos municipios. El Tellitu (462 m s. n. m.) es el menos reconocible de los tres, ya que se encuentra en el medio de dicho sendero junto al Pico del Buzón (458 m s. n. m.).

### El Humilladero, Peñas Blancas y Apuco
Una de las características principales de esta zona es su karst. Estos altos marcan el límite de Baracaldo y Alonsótegui con Güeñes y Galdames, perteneciendo todos ellos a Baracaldo.
 Frecuentemente se suelen confundir el nombre de estos altos dando cualquiera de los tres nombres indistintamente a cada uno de ellos tanto en sus denominaciones en castellano como en euskera. Cabe destacar que el nombre correcto de Apuco en euskera es Ganeroitz aunque se suele utilizar frecuentemente Apuko; además, El Humilladero es conocido como Goikomendi debido a la cruz que el club montañero con ese nombre alzó en la cima.

### Ezpelarri y Akatza
Estos altos se sitúan en el sur y por ello pertenecen todos ellos a Alonsótegui. Forman el acceso más habitual a la sierra desde ese municipio aunque el Akatza ya se encuentra en una zona cercana al barrio de Zaramillo en Güeñes.

### Mendiola y Eretza
Estos altos se encuentran más alejados del resto, al oeste, y destacan respecto a ellos por su altura (750-887 m) cuando los demás están entre los 370 y 561 metros. Por esa diferencia de características se incluyen muchas veces ya dentro de los montes de Triano de hecho en el Eretza se unen los dos conjuntos montañosos. El Mendiola es una antecima que da acceso al Eretza.

## Collado la Llana y Salgueta

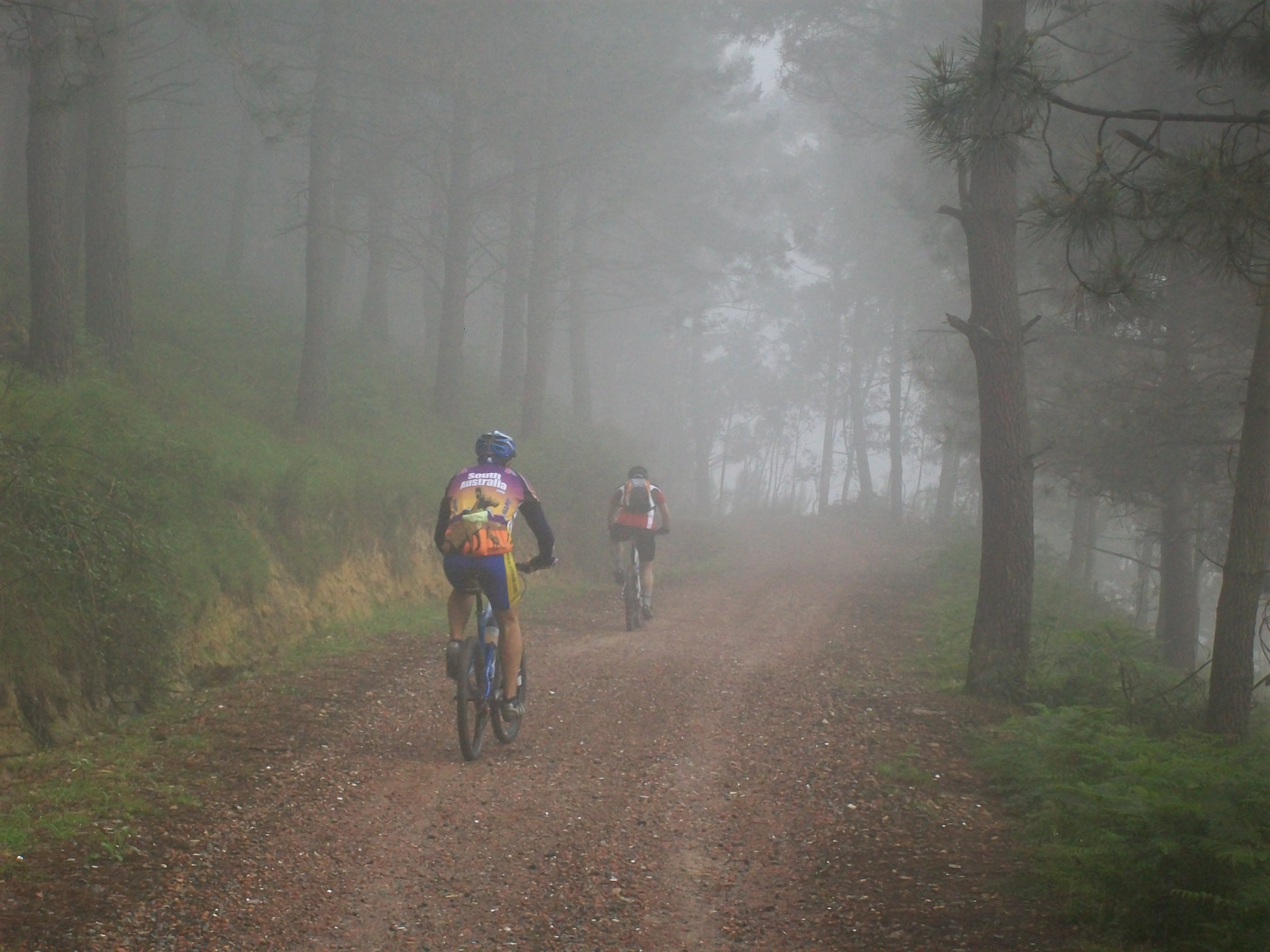
Cicloturistas accediendo desde Baracaldo al collado Salgueta por la pista inferior.

El collado la Llana (300 m) se sitúa en el acceso habitual a la sierra desde Baracaldo. Une la pista inferior con la ascensión al Arroletza, Tellitu y Sasiburu.
El collado Salgueta (365 m) es más amplio y es cruzado por la pista principal inferior la cual desde Baracaldo hay que subir la pequeña loma llamada Peña del Diablo (398 m) para llegar a ella. Une Alonsótegui y al alto del Ezpelarri (al sur) con el sendero superior del Sasiburu y Baracaldo (al este) y el alto de El Humilladero (al oeste).

## Rutas

### Accesos
Las rutas más habituales de ascension a toda la sierra se sitúan en Baracaldo (barrios de Cruces, Santa Águeda y El Regato) y Alonsótegui (barrio de e Irauregui); si bien también es accesible por Güeñes (barrios de Zaramillo y Sodupe) aunque ya en la zona más alejada de la parte central de la sierra, cerca de la ascensión al Eretza.
Una vez en la sierra una pista principal inferior situada en el norte bordea los altos donde podemos encontrar el refugio conocido como "El Tostadero" y una fuente.

### PR y GR
Desde Irauregui la ruta de los principales altos está señalizada mediante la indicación "PR BI 101: Alonsótegui.Ruta de Peñas Blancas".
Desde Alonsótegui la ruta de los altos del oeste están señalizadas mediante la indicación "GR 281: etapa 1 Alonsótegui-Galdames". Teniendo una longitud completa de 22 km, sin embargo más de la mitad de ellos ya pertenecen a los montes de Triano al cruzarse el monte Eretza. Esta ruta llama erróneamente Apuco al alto de El Humilladero.

## Actividades de ocio y deportivas

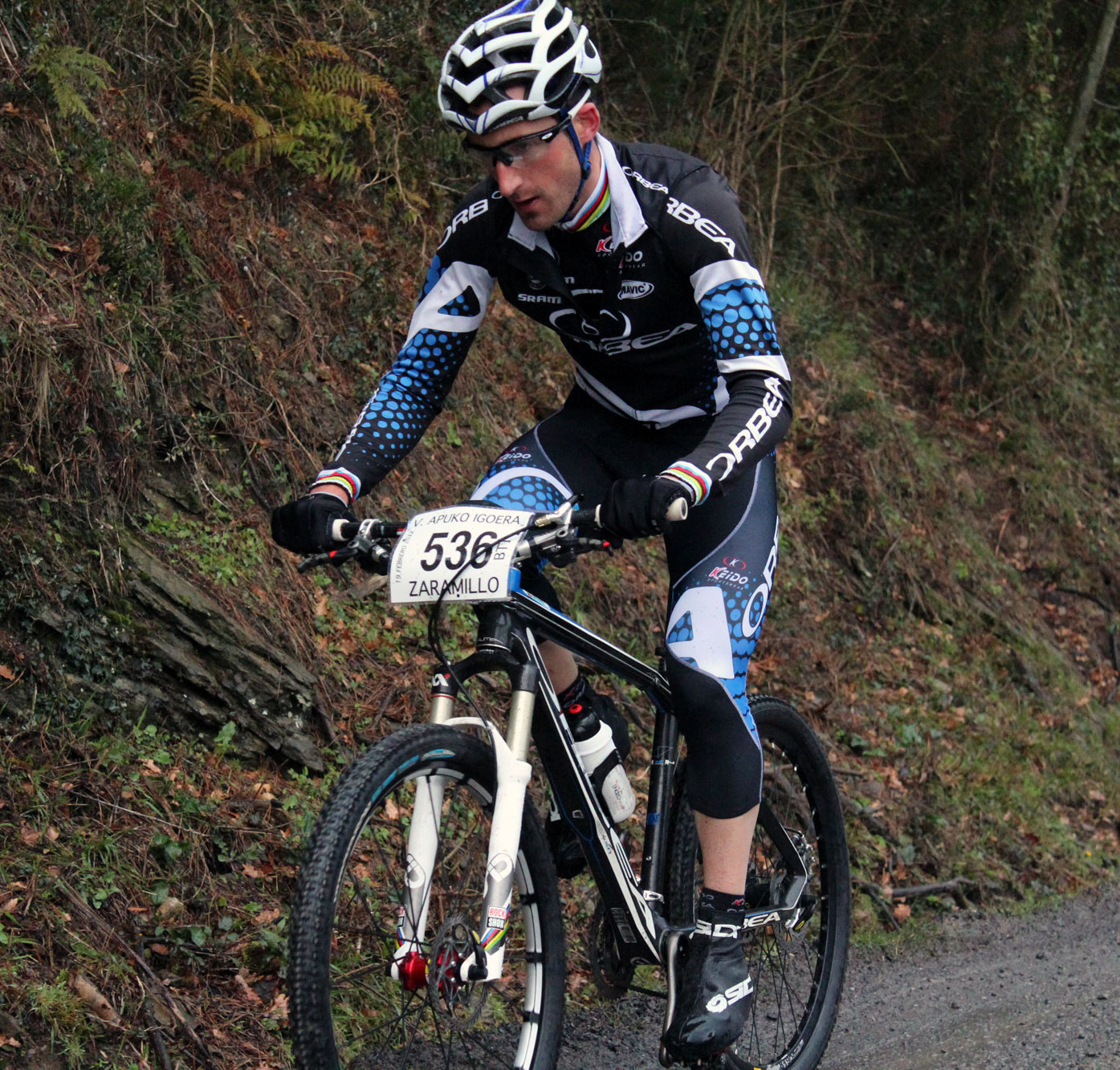
Iñaki Lejarreta en la Apuko Igoera 2012 que ganó.

Debido a lo poco conocido de esta zona al estar situado entre otras más conocidas como el Ganekogorta y los montes de Triano históricamente apenas se han organizado competiciones lúdico-deportivas y estas se limitaban a un ámbito regional.
Sin embargo, en los últimos años ha conseguido cierta importancia la Apuko Igoera (subida al Apuco) creada en 2008 en Zaramillo que se disputa tanto en carrera a pie como en ciclismo de montaña y en la que han participado ciclistas profesionales reconocidos como Iñaki Lejarreta o Aitor Hernández. En principio consistía en una subida de unos 5 km a dicho monte pero debido a problemas logísticos y organizativos y a la cantidad de participantes esta se amplió a los 22 km actuales con las faldas del Eretza y la cima del Apuco como puntos más importantes finalizando en Zaramillo. Debido al éxito de esta en 2012 se creó una ultramaratón de montaña llamada Ultratrail Apuko Extream de 83 km que debido a su complejidad y dificultad solo se disputa a modo de carrera a pie; esta no solo atraviesa esta sierra sino que se sube al Ganekogorta en sus primeros kilómetros, tras bajar sube la cima del Eretza donde se baja a los montes de Triano (zona de Galdames) para de nuevo volver al Sasiburu (monte Apuco) cuyo descenso dirige a meta pasando por Akatza. Debido a la dificultad de la ultramaratón esta tiene una puntuación de 3 sobre 4 en el baremo de clasificación para la Ultra-Trail du Mont-Blanc (la ultramaratón de montaña más prestigiosa de Europa).